# Superpuchar Europy UEFA 1984
Mecz o Superpuchar Europy 1984 został rozegrany 16 stycznia 1985 roku na Stadio Olimpico di Torino w Turynie pomiędzy Liverpoolem, zwycięzcą Pucharu Europy Mistrzów Klubowych 1983/1984 oraz Juventusem, triumfatorem Pucharu Zdobywców Pucharów 1983/1984. Juventus wygrał mecz 2:0, tym samym zdobywając Superpuchar Europy po raz pierwszy w historii klubu.

## Droga do meczu

### Juventus
| Sezon   | Rozgrywki                 | Runda | Przeciwnik          | Dom     | Wyjazd  | Ogólnie |
| ------- | ------------------------- | ----- | ------------------- | ------- | ------- | ------- |
| 1983/84 | Puchar Zdobywców Pucharów | 1R    | Lechia Gdańsk       | 7–0     | 3–2     | 10–2    |
| 1983/84 | Puchar Zdobywców Pucharów | 2R    | Paris Saint-Germain | 0–0     | 2–2     | 2–2, w. |
| 1983/84 | Puchar Zdobywców Pucharów | 1/4   | Haka                | 1–0     | 1–0     | 2–0     |
| 1983/84 | Puchar Zdobywców Pucharów | 1/2   | Manchester United   | 2–1     | 1–1     | 3–2     |
| 1983/84 | Puchar Zdobywców Pucharów | F     | FC Porto            | 2–1 (N) | 2–1 (N) | 2–1 (N) |

### Liverpool
| Sezon   | Rozgrywki     | Runda | Przeciwnik       | Dom             | Wyjazd          | Ogólnie         |
| ------- | ------------- | ----- | ---------------- | --------------- | --------------- | --------------- |
| 1983/84 | Puchar Europy | 1R    | Odense BK        | 5–0             | 1–0             | 6–0             |
| 1983/84 | Puchar Europy | 1/8   | Athletic Bilbao  | 0–0             | 1–0             | 1–0             |
| 1983/84 | Puchar Europy | 1/4   | SL Benfica       | 1–0             | 4–1             | 5–1             |
| 1983/84 | Puchar Europy | 1/2   | Dinamo Bukareszt | 1–0             | 2–1             | 3–1             |
| 1983/84 | Puchar Europy | F     | AS Roma          | 1–1 (N), k: 4–2 | 1–1 (N), k: 4–2 | 1–1 (N), k: 4–2 |

## Szczegóły meczu
Spotkanie finałowe odbyło się 16 stycznia 1985 na Stadio Olimpico di Torino w Turynie. Frekwencja na stadionie wyniosła 55 384 widzów. Mecz sędziował Dieter Pauly z RFN. Mecz zakończył się zwycięstwem Juventusu 2:0. Bramki dla Juventusu strzelił Zbigniew Boniek w 39. i 79. minucie.
| 16 stycznia 1985 | Juventus · Boniek 39' 79' | 2:01:0Raport | Liverpool | Stadio Olimpico di Torino, Turyn Widzów: 55.384 Sędzia: Dieter Pauly |
|                  |                           |              |           |                                                                      |

| Juventus | Liverpool |

| JUVENTUS            |    |                    |
|                     |    |                    |
| BR                  | 1  | Luciano Bodini     |
| OB                  | 2  | Luciano Favero     |
| OB                  | 3  | Antonio Cabrini    |
| PO                  | 4  | Massimo Bonini     |
| OB                  | 5  | Sergio Brio        |
| OB                  | 6  | Gaetano Scirea (c) |
| NA                  | 7  | Massimo Briaschi   |
| PO                  | 8  | Marco Tardelli     |
| NA                  | 9  | Paolo Rossi        |
| PO                  | 10 | Michel Platini     |
| PO                  | 11 | Zbigniew Boniek    |
| Rezerwowi:          |    |                    |
| BR                  | 12 | Stefano Tacconi    |
| OB                  | 13 | Nicola Caricola    |
| PO                  | 14 | Cesare Prandelli   |
| PO                  | 15 | Bruno Limido       |
| PO                  | 16 | Beniamino Vignola  |
| Trener:             |    |                    |
| Giovanni Trapattoni |    |                    |

| LIVERPOOL  |    |                  |  |     |
|            |    |                  |  |     |
| PO         | 1  | Bruce Grobbelaar |  |     |
| OB         | 2  | Phil Neal (c)    |  |     |
| OB         | 3  | Alan Kennedy     |  |     |
| OB         | 4  | Mark Lawrenson   |  | 46' |
| PO         | 5  | Steve Nicol      |  |     |
| OB         | 6  | Alan Hansen 19'  |  |     |
| NA         | 7  | Paul Walsh       |  |     |
| PO         | 8  | Ronnie Whelan    |  |     |
| NA         | 9  | Ian Rush         |  |     |
| PO         | 10 | Kevin MacDonald  |  |     |
| PO         | 11 | John Wark        |  |     |
| Rezerwowi: |    |                  |  |     |
| OB         | 12 | Jim Beglin       |  |     |
| BR         | 13 | Bob Bolder       |  |     |
| OB         | 14 | Gary Gillespie   |  | 46' |
| PO         | 15 | Sammy Lee        |  |     |
| PO         | 16 | Jan Mølby        |  |     |
| Trener:    |    |                  |  |     |
| Joe Fagan  |    |                  |  |     |

| Superpuchar Europy (1984)    |
| ---------------------------- |
| Włochy                       |
| Juventus F.C. Pierwszy Tytuł |